# No Game No Life
No Game No Life (ノーゲーム・ノーライフ, Nōgēmu Nōraifu) é uma série japonesa de light novel escrita e ilustrada por Yū Kamiya. É publicada pela editora Media Factory, sob a impressão da MF Bunko J, desde 25 de abril de 2012, contando atualmente com doze volumes publicados.
O autor e sua esposa, Mashiro Hiiragi, adaptaram a light novel em uma série de mangá que é publicada desde 27 de janeiro de 2013 na revista Monthly Comic Alive. Uma segunda adaptação, para um mangá gaiden, intitulada No Game No Life Desu! (ノーゲーム・ノーライフ・です!, Nōgēmu Nōraifu Desu!) e ilustrada por Yuizaki Kazuya, foi serializada entre 27 de maio de 2015 e 27 de novembro de 2017 na revista Monthly Comic Alive e compilada em quatro volumes tankōbon.
Uma adaptação da série original para um anime de 12 episódios, produzida pelo estúdio Madhouse, foi exibida entre 9 de abril e 25 de junho de 2014. Uma adaptação do sexto volume da light novel para um filme, intitulado No Game No Life Zero (ノーゲーム・ノーライフ ゼロ, Nōgēmu Nōraifu Zero) estreou no Japão em 15 de julho de 2017.
No Brasil, o mangá e a light novel são licenciadas e publicadas pela editora NewPOP. Em Portugal e no Brasil, o anime está disponível na Netflix. Em Portugal, foi transmitido a partir de 4 de maio de 2018 com legendagem portuguesa na versão original japonesa no canal RTP2.
A série segue Sora e sua irmã mais nova Shiro, dois hikikomori que compõem a identidade de Kuhaku, um grupo invicto de jogadores. Um dia, eles são desafiados pelo deus dos jogos numa partida de xadrez e são vitoriosos. Como resultado, o deus convoca-os para Disboard, uma realidade alternativa que gira em torno de jogos. Com a intenção de manter sua reputação como os jogadores invictos, Sora e Shiro planejam conquistar as dezesseis espécies dominantes e usurpar o deus dos jogos.
A série começou a receber reconhecimento em 2014, onde apareceu na Kono Light Novel ga Sugoi!. E teve seus volumes colocados como uma das trinta melhores light novels que eram vendidas no Japão. Foi noticiado em abril de 2014 que 1,1 milhão de cópias da light novel estava em circulação. Críticos ingleses elogiaram a dinâmica dos personagens e as estratégias de jogo, mas não gostaram do fan service com a personagem Shiro.

## Enredo
Os irmãos Sora e Shiro são inseparáveis, tanto no mundo real quanto no mundo dos jogos. Suas habilidades individuais combinadas fazem deles uma equipe invencível: Sora, com sua intuição e conhecimento surpreendentes; e Shiro, com sua inteligência que vai além de um prodígio gênio. No mundo real, eles são hikikomori, reclusos e anti-sociais, mas no mundo dos jogos, os dois fazem parte do  『Kuuhaku (空白, lit. "lacuna")』, um misterioso grupo de jogadores online que ganha todos os jogos com uma pontuação incrível. Os nomes das contas dos jogadores são sempre uma lacuna, então eles são conhecidos como "lacuna". Um dia, depois de derrotarem um misterioso adversário em um jogo de xadrez online, os irmãos recebem a oferta de seu oponente para renascerem em seu mundo, Disboard - um mundo de fantasia, onde tudo é determinado através de jogos. Quando eles aceitam a proposta, Sora e Shiro são convocados para Disboard pelo Deus daquele mundo, Tet, e começam a conhecer seus adversários, as dezesseis raças do Disboard, conhecidas como Exceeds. Porém, nesse mundo não existe nenhum tipo de violência, sendo um lugar onde tudo é resolvido através de jogos, contando que esses jogos não vão contra os dez mandamentos feitos por Tet. As raças do Exceed, são as raças para as quais os dez mandamentos são válidos, por todas terem capacidade de raciocínio. E entre elas há uma divisão, onde as seis primeiras são ligadas à vida e as demais são classificadas como criaturas. Então, juntos, os irmãos começam a sua jornada para resgatar a raça humana fraca de Imanity e conquistar o mundo para, então, desafiar Tet para o título de Deus.

## Personagens
Imanities (人類種, Imaniti)
Os imanities são a 16ª raça do Exceed, sendo representado por humanos. Seu reino está em decadência, por perder todo seu território, exceto sua capital Elquia. Sua classificação no Exceed se dá por serem os únicos seres do Exceed que não têm afinidade com magia e não conseguem nem mesmo senti-la.
Sora (空) e Shiro (白)
Sora e Shiro são dois irmãos, Sora é um homem de dezoito anos, NEET, hikikomori e é um grande estrategista, enquanto Shiro, de onze anos, hikikomori é excelente em cálculos e lógica. Juntos, ambos formam o jogador invicto (Kuuhaku (空白, representado como 『　　』)) devido a sua marca de usar apenas espaços no nome nos jogos. Quando são separados um do outro, eles começam a sofrer ataques de pânico. Suas vozes são feitas por Yoshitsugu Matsuoka e Ai Kayano
Chlammy Zell (クラミー・ツェル, Kuramī Tseru)
Chlammy Zell é uma humana que se aliou aos elfos para tentar vencer o concurso do rei. Isto foi devido a sua crença de que os humanos nunca serão fortes o suficiente e devem depender dos outros para sobreviver. Ela é amiga da menina élfica, Feel Nirvalen, apesar de ser uma escrava da família de Feel. Depois que Sora apostou a peça da raça Imanity em seu jogo com a Eastern Union, Chlammy Zell desafiou Sora em uma tentativa de ganhar a peça da raça. No entanto como Sora foi desafiado e portanto tinha o direito de escolher o jogo, escolheu um jogo no qual ambos apostariam tudo o que tinham em partes, levando-os a compartilhar suas memórias entre si. Depois que Sora ganhou o jogo, ele devolveu todas as memórias para os respectivos donos. Depois que Chlammy viu as memórias de Sora, ela decidiu ir junto com ele e seguir seu plano.
Stephanie Dola (ステファニー・ドーラ, Sutefanī Dōra)
Stephanie Dola é a neta do antigo rei de Elquia. Seu avô possui a fama de rei tolo, após perder vários jogos apostando partes do território de Elquia. Como resultado, Stephanie se esforça em recuperar a honra de seu avô e da humanidade. Quando Sora e Shiro são coroados como reis de Elquia, ela se torna sua assistente, cuidando da economia e política de Elquia. Eles descobrem que o antigo rei tinha uma sala secreta, com vários registros sobre os jogos das outras espécies, tornando-se um trunfo para suas vitórias. Sua voz é feita por Yōko Hikasa.
Seiren (海棲種, Sērēn)
As Seirens são a 15ª raça do Exceed, sendo representado por sereias. Seu reino é o Oceano e seu povo corre um grande risco de extinção. Após a criação dos 10 mandamentos por Tet, as Seirens ficaram incapazes de se reproduzir, pois sua raça é composta apenas por mulheres, logo necessitavam de um homem de outra raça para se reproduzir. Como as Seirens sugam toda a "alma" do homem na reprodução, elas não podiam mais reproduzir sem o consenso dele.
Layla Lorelei (ライラ・ローレライ, Raira Rōrerai)
Layla é a representante das seirens, que passou 800 anos adormecida por causa de um jogo realizado de acordo com os 10 mandamentos.
Werebeast (獣人種, Wābīsuto)
Os Werebeasts são a 14ª raça do Exceed, eles são kemonomimis com altas habilidades físicas; Sua nação é conhecida como Federação Oriental. Eles são governados por uma werebeast conhecida como Miko, uma mulher que ajudou a Federação Oriental a prosperar nos últimos cinquenta anos. Eles possuem uma habilidade denominada Kekkai (血壊, Kekkai, lit. extrapolação sanguínea), aumentando suas capacidades físicas, permitindo-os ultrapassar até os limites da física. Apesar dos Werebeasts não serem capazes de usar magia, eles podem senti-la, diferente dos Imanities, que não possuem nenhuma afinidade com magia.
Hatsuse Ino (初瀬いの)
Hatsuse Ino é um Werebeast que assumiu o cargo de embaixador da Federação Oriental, além de ajuda Miko e Sora a cuidar da economia e política de sua nação.
Hatsuse Izuna (初瀬 いずな)
Hatsuse Izuna é uma Werebeast, neta de Hatsuse Ino que está sempre próxima aos protagonistas. Sua voz é feita por Miyuki Sawajo.
Lunamana (月詠種)
Os Lunamana são a 13ª raça do Exceed, são seres que vivem na lua vermelha de Disboard desde a Grande Guerra.
Dampire (吸血種, Danpīru)
Os Dampires são a 12ª raça do Exceed, sendo representados por vampiros. Seu povo corre um grande risco de extinção, assim como as Seirens. Após a criação dos 10 mandamentos, os Dampires ficaram incapazes de conseguir absorver "alma" (através de fluidos corporais de outros seres, geralmente sangue) que é essencial para sua sobrevivência e crescimento, então eles fizeram um acordo com as Seirens e vivem em mutualismo.
Plam (プラム, Puramu)
Plam é um Dampire que pede a ajuda de Elquia para salvar seu povo.
Demonia (妖魔種)
Os Demonia são a 11ª raça do Exceed.
Ex-Machina (機凱種)
Os Ex-machina são a 10ª raça do Exceed, são maquinas criadas durante a Grande Guerra para matar deuses.
Shuwi (シュヴィ, Shuvi)
Shuwi foi uma Ex-machina que foi considerada defeituosa por querer entender o coração humano, tendo sua conexão com os Ex-machina desligada.
Einseig (アインツィヒ, Aintsihi)
Einseig é um dos 13 Ex-machinas sobreviventes à Grande Guerra que ainda está vivo.
Ymirein (イミルアイン)
Ymirein é uma dos 13 Ex-machinas sobreviventes à Grande Guerra que ainda está viva, sendo a única unidade a acompanhar Sora após jogar contra ele pela segunda vez.
Fada (妖精種)
As Fadas são a 9ª raça do Exceed.
Anão (地精種)
Os Anões são a 8ª raça do Exceed, sendo excelentes na criação de artefatos mágicos e fabricação de maquinarias. É uma raça que possui pele marrom, pelos corporais de mithril (prateado com brilho metálico) e olhos de oricalco (azuis), substâncias elementais com propriedades especiais. Devido ao perigo da magia sair do controle pela presença dessas substâncias, os anões usam magia através de um dispositivo de suporte externo semelhante a um grande martelo com estrutura mecânica.
Nýi Tyrvirg (ニーイ・ティルヴィルグ)
Tyr é uma anã que não possui pelos corporais para ampliar seu poder mágico e, por causa disso, sempre falha ao tentar conjurar alguma magia.
Veigr Drauvnir (ヴェイグ・ドラウヴニル)
Veigr é tio de Tyr e representante da raça dos anões.
Elfo (森精種, Erufu)
Os Elfos são a 7ª raça do Exceed, sendo representados por elfos. Os Elfos são as criaturas que possuem maior afinidade com magia e capazes de utilizar feitiços complexos, por isso são a primeira raça na classificação de magia. Sua capital é Elven Gard, a maior nação de Disboard.
Fiel Nirvalen (フィール・ニルヴァレン, Fīru Niruvaren)
Fiel Nirvalen é uma Elfa hexa caster, ou seja, é capaz de usar e manter seis magias ao mesmo tempo. Ela possui a confiança de Sora juntamente com sua amiga humana. Sua voz é feita por Mamiko Noto.
Flügel (天翼種, Furyuugeru)
As Flügels são a 6ª raça do Exceed, uma raça angelical, conhecida por sua crueldade. Seu reino é Avant Heim, que é um phantasma. Flügels foram criadas por Artosh, o deus da guerra, para serem armas de guerra, mas após a sua morte e a criação dos 10 mandamentos, as Flügels buscam apenas conhecimento e só participam de jogos para adquirirem mais livros para sua coleção.
Djibril (ジブリール, Jiburīru)
Djibril tem mais de seis mil anos de idade e é a mais nova e poderosa de sua espécie. Ela ganhou a livraria de Elquia com o antigo rei, e a usa para estocar seus livros e como sua casa. Após jogar e perder contra Sora e Shiro em um jogo de shiritori ela perdeu todos seus direitos sobre si, mas eles se tratam igualmente. Ela frequentemente providência ajuda mágica e teletransporte para os protagonistas. Sua voz é feita por Yukari Tamura.
Azrael (アズリール, Azurīru)
Azrael é a primeira flügel criada por Artosh, membra do conselho das dezoito asas e possuidora da peça de raça das flügels.
Gigante (巨人種)
Os Gigantes são a 5ª raça do Exceed.
Dragonia (龍精種)
Os Dragonias são 4ª raça do Exceed, sendo representado por Dragões.
Elemental (精霊種)
Os Elementais são a 3ª raça do Exceed. Dizem que todos ser vivo possui traços elementais, inclusive Sora e Shiro, que não nasceram em Disboard.
Phantasma (幻想種)
Os Phantasmas são a 2ª raça do Exceed.
Avaint Heim (アヴァント・ヘイム, Avanto Heimu)
Avant Heim é o Phantasma que serve de reino para as Flügels.
Old Deus (神霊種)
Os Old Deuses são a 1ª raça do Exceed, constituído dos Deuses que perderam a Grande Guerra.
Horou (帆 楼, Horō)
Horou é a mais antiga Old Deus que possuía sua essência dentro de Miko. Horou se autodeclarou representante de sua raça.
Tet (テト, Teto)
Tet é o deus dos jogos que se tornou o único deus de Disboard obtendo a taça estelar, acabando com a Grande Guerra.

## Mídias

### Light Novel
No Game No Life é uma série de light novel escrita e ilustrada por Yuu Kamiya. É publicada sob a impressão da MF Bunko J; doze volumes foram publicados pela Media Factory entre 25 de abril de 2012 e 25 de fevereiro de 2023. No Brasil, a série é licenciada e publicada pela editora NewPOP desde janeiro de 2015.

#### Lista de volumes
| N.º    | Título | Data de lançamento original                    | Data de lançamento lançamento licenciado                    |
| ------ | --- | ---------------------------------------------- | ----------------------------------------------------------- |
| 1      | Parece que os Irmãos Gamers Querem Dominar o Novo Mundo ゲーマー兄妹がファンタジー世界を征服するそうです (Gēmā Kyōdai ga Fantajī Sekai o Seifuku suru sō Desu)            | 25 de abril de 2012 ISBN 978-4-04-066432-3     | Janeiro de 2015 ISBN 978-85-8362-027-3                      |
| 2      | Parece que os Irmãos Gamers Estão de Olho no País das Furries ゲーマー兄妹が獣耳っ子の国に目をつけたようです (Gēmā Kyōdai ga Kemomimikko no Kuni ni Me o Tsuketa yō Desu) | 25 de setembro de 2012 ISBN 978-4-04-066433-0  | Abril de 2015 ISBN 978-85-8362-033-4                        |
| 3      | Parece que Um dos Irmãos Gamers Desapareceu... ゲーマー兄妹の片割れが消えたようですが・・・・・・? (Gēmā Kyōdai no Kataware ga Kieta yō Desu ga......?)                   | 25 de janeiro de 2013 ISBN 978-4-04-066434-7   | Julho de 2015 ISBN 978-85-8362-034-1                        |
| 4      | Os Irmãos Gamers Entram No Pior Jogo De Todos - O Amor! ゲーマー兄妹はリアル恋愛ゲームから逃げ出しました (Gēmā Kyōdai wa Riaru Ren'ai Gēmu kara Nigedashi Mashita)        | 25 de junho de 2013 ISBN 978-4-04-066469-9     | Setembro de 2015 ISBN 978-85-8362-035-8                     |
| 5      | Parece que os Irmãos Gamers Não Gostam de Games Novos ゲーマー兄妹は強くてニューゲームがお嫌いなようです (Gēmā Kyōdai wa Tsuyoku Te Nyū Gēmu ga Okirai na yō Desu)        | 25 de novembro de 2013 ISBN 978-4-04-066080-6  | Janeiro de 2016 ISBN 978-85-8362-036-5                      |
| 6      | Parece que o Casal de Gamers Desafiou o Mundo ゲーマー夫嫁は世界に挑んだそうです (Gēmā Fusai wa Sekai ni Idonda yō Desu)                                                  | 25 de abril de 2014 ISBN 978-4-04-066382-1     | Março de 2016 ISBN 978-85-8362-037-2                        |
| 7      | Parece que os Irmãos Gamers Vão Revolucionar o Mundo ゲーマー兄妹たちは定石を覆すそうです (Gēmā Kyōdai-tachi wa Jōseki o Kutsugaesu sō Desu)                              | 24 de julho de 2015 ISBN 978-4-04-067494-0     | Novembro de 2016 ISBN 978-85-8362-047-1                     |
| 8      | Parece que os Irmãos Gamers Vão Conseguir Executar Sua Estratégia ゲーマーたちは布石を継いでいくそうです (Gēmā-tachi wa Fuseki o Tsuide Iku sō Desu)                      | 25 de dezembro de 2015 ISBN 978-4-04-067952-5  | Maio de 2017 ISBN 978-85-8362-088-4                         |
| 9      | Parece que os Irmãos Gamers Vão Descansar por Um Turno ゲーマー兄妹は一ターン休むそうです (Gēmā Kyōdai wa Ichi Tān Yasumu sō Desu)                                        | 25 de agosto de 2016 ISBN 978-4-04-068457-4    | Dezembro de 2017 ISBN 978-85-8362-127-0                     |
| 10     | Parece que os Irmãos Gamers Serão Pagos no Passado ゲーマー兄妹は過去(ツケ)を払わされるようです                                                                           | 24 de fevereiro de 2018 ISBN 978-4-04-069336-1 | Dezembro de 2019 ISBN 978-85-8362-220-8                     |
| 11     | Parece que os Irmãos Gamers Não Podem Sair a Menos Que se Tornem um Casal ゲーマー兄妹たちはカップルにならなきゃ出られないそうです                                        | 25 de novembro de 2021 ISBN 978-4-04-065382-2  | —                                                           |
| 12     | Parece que os Irmãos Gamers Parecem Desafiar "Maou" ゲーマー兄妹たちは『魔王』に挑むようです                                                                              | 25 de fevereiro de 2023 ISBN 978-4-04-682039-6 | —                                                           |
| Gaiden | Practical War Game プラクティカルウォーゲーム (Purakutikaru Uō Gēmu) | 23 de dezembro de 2016 ISBN 978-4-04-068767-4  | Julho de 2018 ISBN 978-85-8362-221-5 978-85-8362-231-4 (EL) |

### Mangá
Uma adaptação em mangá ilustrada por Mashiro Hiiragi começou a ser serializada na revista Monthly Comic Alive em 27 de janeiro de 2013. Os capítulos foram compilados e lançados em um único volume tankōbon em dezembro de 2013. A editora Seven Seas Entertainment licenciou a série na America do Norte e lançou o mangá em outubro de 2014. No Brasil, o mangá é licenciado e publicado pela editora NewPOP desde janeiro de 2015. Atualmente o mangá está em hiato no Japão.

#### Lista de volumes
| N.º | Lançamento original     | Lançamento original | Lançamento licenciado | Lançamento licenciado |
| N.º | Data de lançamento      | ISBN                | Data de lançamento    | ISBN                  |
| --- | ----------------------- | ------------------- | --------------------- | --------------------- |
| 1   | 22 de novembro de 2013  | 978-4-04-066114-8   | Janeiro de 2015       | 978-85-8362-026-6     |
| 2   | 22 de fevereiro de 2018 | 978-4-04-069582-2   | Dezembro de 2018      | 978-85-8362-235-2     |

### Anime
A série No Game No Life teve sua adaptação para anime anunciada em 27 de julho de 2013 pela revista Monthly Comic Alive. Dirigida por Atsuko Ishizuka e animada pelo estúdio Madhouse, a série estreou em 9 de abril de 2014 no canal AT-X; posteriormente, foi transmitida em outras cinco emissoras e diversas plataformas de streaming.  O episódio final foi ao ar em 25 de junho de 2014. A Media Factory lançou a série em seis volumes de DVD e Blu-ray entre 25 de junho e 26 de novembro de 2014. O tema de abertura da série foi "This Game", interpretado por Konomi Suzuki, e o tema de encerramento é "Oracion", pela dubladora de Shiro, Ai Kayano.
A Crunchyroll transmitiu No Game No Life simultaneamente e disponibilizou para várias regiões.
Yoshitsugu Matsuoka e Ai Kayano, os dubladores de Sora e Shiro, respectivamente, apresentaram um programa de web rádio chamado No Radio No Life na Hibiki Radio. Foi transmitido semanalmente entre 8 de abril e 29 de julho de 2014 e, desde então, passou a ter uma programação quinzenal. Vinte e seis segmentos foram planejados, e três CDs foram lançados entre julho de 2014 e fevereiro de 2015. Um especial de crossover entre No Radio No Life e as séries de rádio de Seirei Tsukai no Blade Dance e Madan no Ō to Vanadis foi transmitido pela Hibiki Radio em 1 de janeiro de 2015 e lançado em DVD em 13 de maio.
Uma adaptação em filme de anime do sexto volume da light novel foi anunciado em 17 de julho de 2016 no evento MF Bunko J Summer School Festival 2016. O filme, intitulado No Game No Life: Zero, estreou em 15 de julho de 2017, com a equipe e o elenco da série de anime retornando para reprisar seus papéis no filme. Com base no sexto volume da light novel, a história se passa 6000 anos antes dos eventos da série principal, com a maioria do elenco original interpretando personagens antigos relacionados às suas contrapartes atuais. A música-tema do filme é "There is a Reason" de Konomi Suzuki. A música foi incluída no álbum "No Song No Life" que foi lançado a 12 de julho de 2017. No Brasil, o filme estreou no Netflix legendado com opção de dublagem em português brasileiro, em dezembro de 2019.
Após a aquisição da Crunchyroll pela Sony Pictures Television, empresa controladora da Funimation em 2021, No Game No Life, juntamente com vários títulos da Sentai, foi removido do serviço de streaming da Crunchyroll em 31 de março de 2022.